# Nigiya
Nigiya è un villaggio liberiano della contea di Bong, nel distretto di Sanoyeah. Dista circa 37 km dal capoluogo di contea Gbarnga e 147 dalla capitale del Paese Monrovia.